# 大分県道215号長洲宇佐神宮線
大分県道215号長洲宇佐神宮線（おおいたけんどう215ごう ながすうさじんぐうせん）は、大分県宇佐市を通る一般県道である。

## 概要
宇佐市長洲から宇佐市北宇佐に至る。

### 路線データ
- 起点：大分県宇佐市長洲[1]（大分県道23号中津高田線交点）
- 終点：大分県宇佐市北宇佐[1]（宇佐市北宇佐交差点、国道10号交点）

## 歴史
- 1959年（昭和34年）3月31日 - 大分県告示第374号により、県道長洲宇佐神宮線として路線認定される（当時の整理番号は19）[2]。
- 1973年（昭和48年）4月2日 - 大分県告示第250号により長洲宇佐神宮線として路線認定[3]。

## 地理

### 通過する自治体
- 宇佐市

### 交差する道路
| 交差する道路            | 交差する場所 | 交差する場所              |
| ----------------------- | ------------ | ------------------------- |
| 大分県道23号中津高田線  | 長洲         | 起点                      |
| 大分県道213号長洲宇佐線 | 長洲         |                           |
| 大分県道629号和気佐野線 | 高森         |                           |
| 国道10号                | 北宇佐       | 宇佐市北宇佐交差点 / 終点 |

### 交差する鉄道
- 日豊本線

### 沿線
- 大分県立歴史博物館
- 宇佐神宮（終点付近）